# Willamette Valley

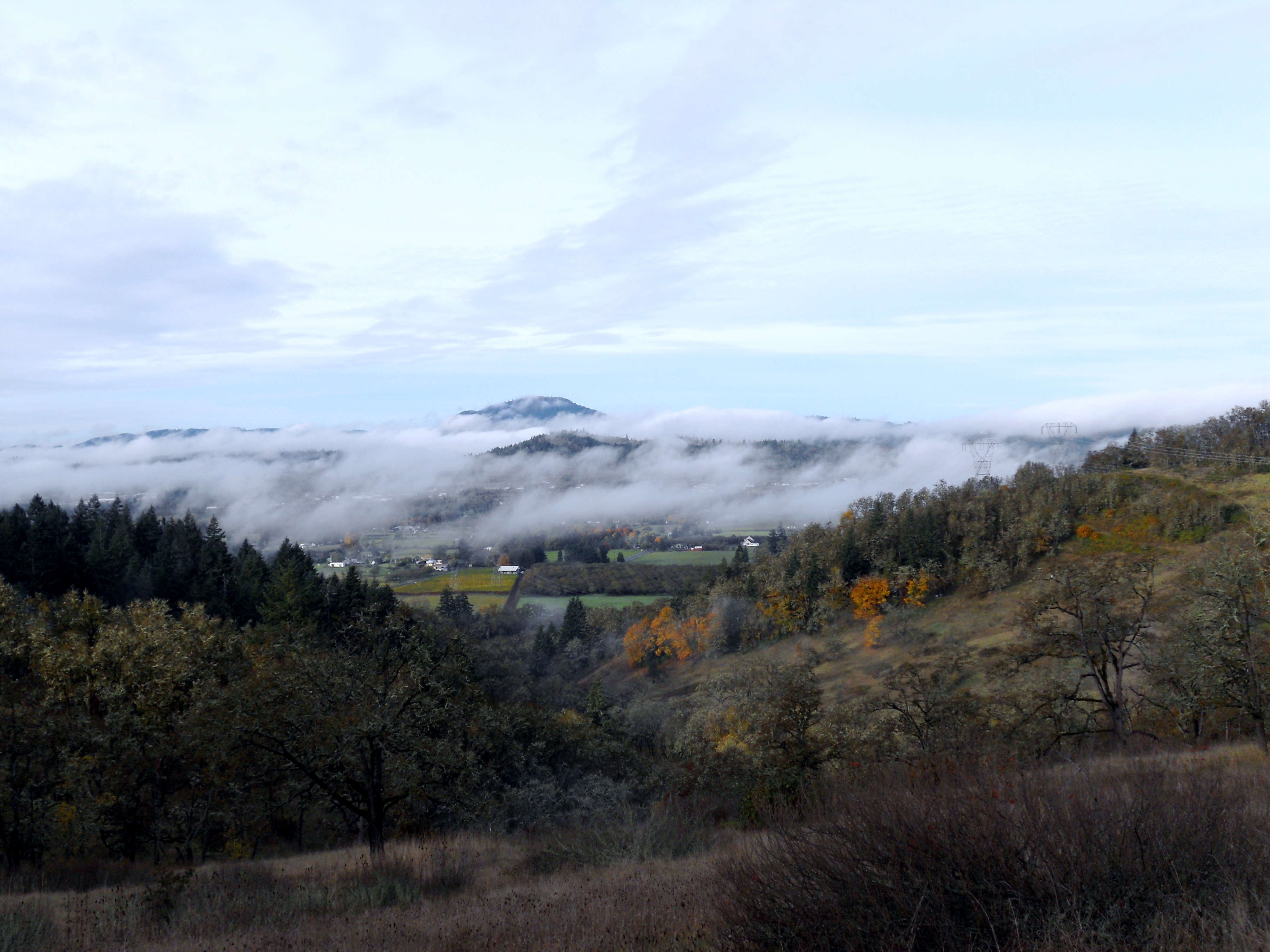
Mgły w dolinie Willamette

Willamette Valley − dolina w Stanach Zjednoczonych, między Górami Nadbrzeżnymi a Kaskadowymi, o długości ok. 200 km i szerokości do 50 km. Stanowi najgęściej zaludniony region stanu Oregon. 
Dolinę, znajdującą się na północnym zachodzie stanu, otaczają od wschodu, zachodu i południa wybitne pasma górskie. Jej dno − uformowane podczas ostatniego zlodowacenia − jest szerokie, płaskie i żyzne, zasilane osadami aluwialnymi dorzecza Willamette. Od brzegów płynącej generalnie na północ rzeki dolina rozprzestrzenia się ku wschodowi i zachodowi, aż po ograniczające ją pasma górskie. Rzeka i jej dopływy miała duże znaczenie transportowe we wczesnym okresie osadnictwa na Terytorium Oregonu, zanim powstała nowoczesna sieć dróg i linii kolejowych.
W dolinie, w której mieszka większość populacji stanu, znajduje się kilka dużych miast z Salem, Portland i Oregon City na czele. Żyzna, obficie rodząca dolina była − w latach dwudziestych XIX wieku − opisywana jako  ziemia obiecana, mlekiem i miodem płynąca i stała się celem kolumn ciągniętych przez woły wozów, którymi wędrowały trudnym i niebezpiecznym oregońskim szlakiem na zachód tysiące imigrantów, pokonując odległość 2900-3400 km.
Po opublikowaniu w roku 1807 sprawozdania z ekspedycji Lewisa i Clarka pojawili się w dolinie osadnicy, początkowo nieliczni, ale z biegiem czasu coraz bardziej widoczni, którzy poszerzali i naprawiali drogi założone przez pierwszych traperów i handlarzy futer. Szlak ostatecznie został udostępniony w roku 1841, kiedy to ukończono poszerzanie go − wysiłkiem wielu bezimiennych ochotników − z mułowej ścieżki na szerokość wozu. Handlarze futer osiedlali się w okolicach późniejszego Oregon City, pierwszej stolicy stanu, który oficjalnie powstał w roku 1859. Niewielka część ekoregionu doliny znajduje się w południowo-zachodnim Waszyngtonie wokół miasta Vancouver, które było ongiś kolonialną osadą o nazwie Fort Vancouver. 
Dolina Willamette stanowi kulturalne i polityczne serce stanu będąc miejscem zamieszkania 70% populacji Oregonu.